# Akbar II
Pour les articles homonymes, voir Muhammad Shah.

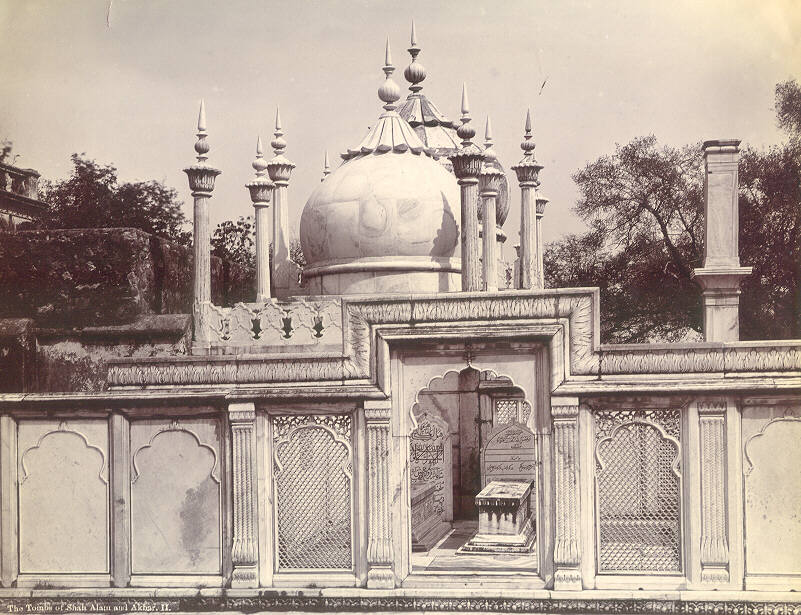
Tombes d'Akbar Shâh et de son père Shâh Âlam II à Delhi dans les années 1890.

Akbar II, de son vrai nom Muhammad Akbar Shâh est l'empereur moghol de 1806 à 1837. Il accède au trône à la mort de son père Shâh Âlam II. Les Britanniques avaient assis leur pouvoir sur les Indes et celui du nouvel empereur ne dépassait pas les murs du Fort Rouge de Delhi ; il n'était qu'un pensionné de la compagnie anglaise des Indes orientales.
Akbar essaie d'améliorer sa condition en envoyant le réformateur hindou Râm Mohan Roy pour plaider sa cause en Angleterre, sans succès. À sa mort en 1837, son fils Muhammad Bahâdur Shâh lui succède.